# Stavrassi
Stavrassi er et gammelt jysk ord der betyder utæt eller vakkelvorn. Oprindeligt blev ordet brugt om den tilstand et kar eller en tønde kommer i, når staverne ikke bliver holdt fugtige og derfor svinder ind: Beholderen bliver løs i staverne, stavrassi. Ordet har været brugt og bliver fortsat brugt i et  område mellem  Mariager  og  Horsens  Fjord i Østjylland og på Samsø.

## Eksterne kilder og henvisninger
- ORD & SAG 25 p. 18-19